# HD 197018
HD 197018，又名BD+40 4266，SAO 49899、HR 7911，是一颗恒星，视星等为6.06，位于銀經80.35，銀緯-0.61，其B1900.0坐标为赤經20h 35m 53.7s，赤緯+40° -0.61′ 33″。